# ライオン (10-FEETの曲)
「ライオン」は、日本のバンド10-FEETの7枚目のシングルである。2006年2月8日発売。発売元はユニバーサルミュージック。

## 概要
- 1曲入りの500円ワンコインシングル。

## 収録曲
1. ライオン(4:57)
作詞・作曲：TAKUMA、編曲：10-FEET
2019年5月19日に行われた「10-FEET野外ワンマンライブ2019 in 稲佐山」において、リクエストが1番多かった楽曲。

## 収録アルバム
- オリジナル『TWISTER』（2006年8月16日）

## タイアップ
- ライオン：「TOYOTA BIG AIR 10th Anniversary」オフィシャルテーマ